# Kees Baijens
Cornelus Johannes (Kees) Baijens (Dennenburg, 6 oktober 1863 – Grave, 20 oktober 1942) was architect en broeder uit orde van kapucijnen. Zijn kloosternaam was broeder Felix van Dennenburg OFM Cap. Hij bouwde zeven kapucijnenkloosters, waarvan de meeste na honderd jaar nog bestaan.

## Portfolio
- 1898, Kloostercomplex en kapucijnenkerk 's-Hertogenbosch
- 1901, kloostercomplex en Sint-Antonius van Paduakerk Sluiskil
- 1912, Tichelkerk, Amsterdam
- 1919, kapucijnenklooster Biezenmortel
- 1928, Michaël en Clemenskerk Rotterdam[2]
- 1937, verbouwing kapucijnenklooster Korvelseweg Tilburg

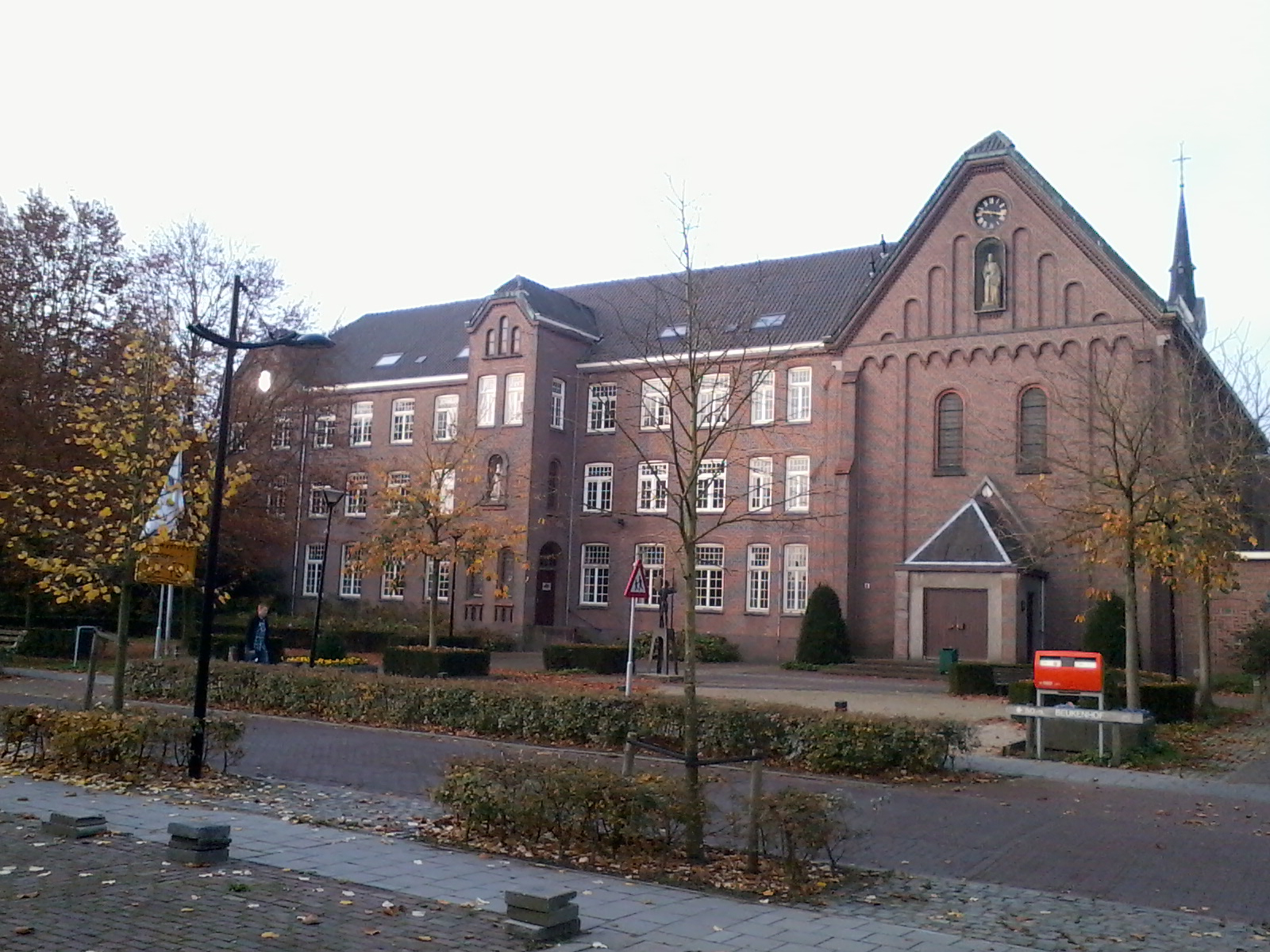
Kapucijnenklooster Biezenmortel
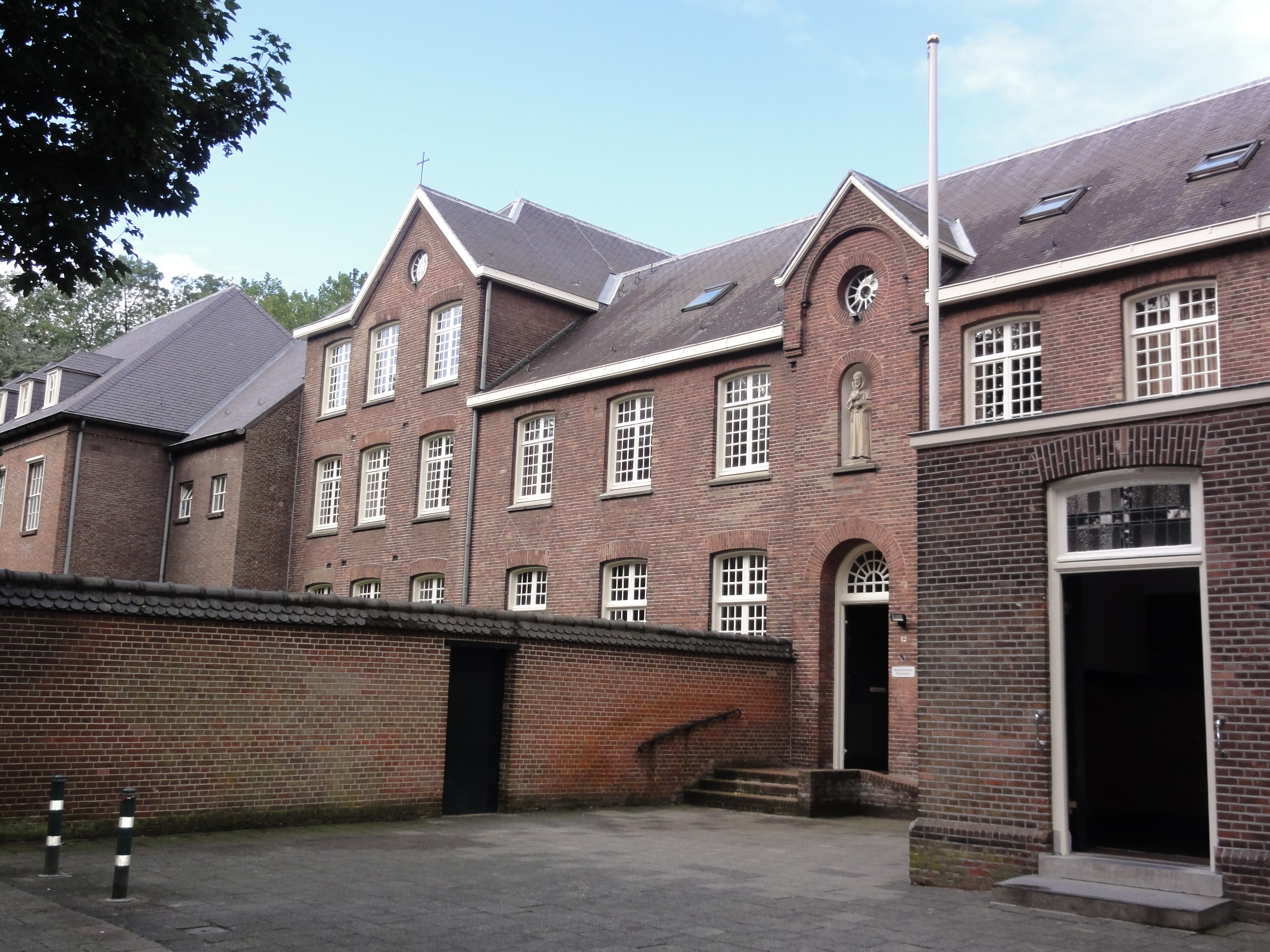
Kapucijnenklooster 's-hertogenbosch
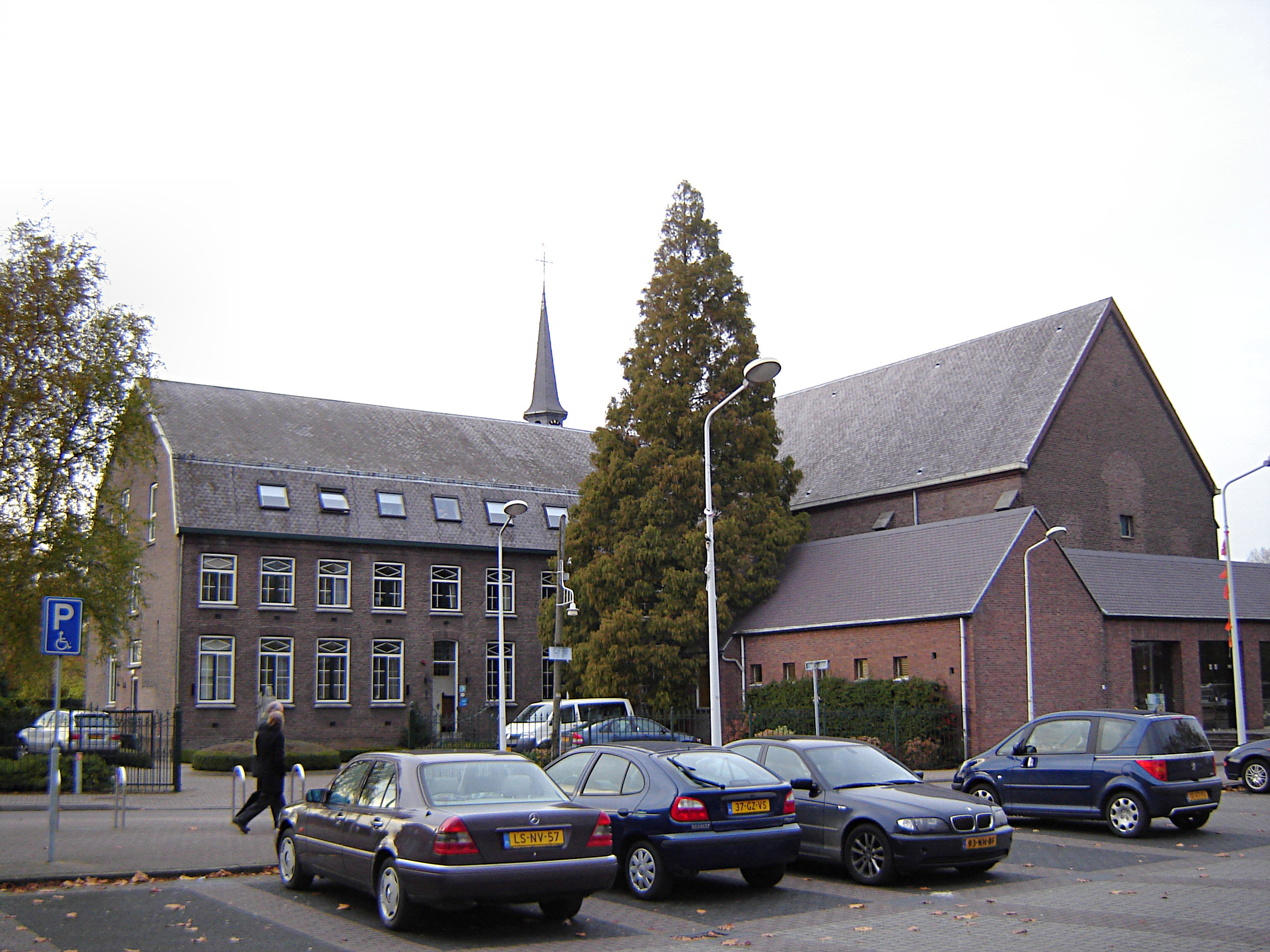
kapucijnenklooster Sluiskil